# Tihomir Pinter
Tihomir Pinter, slovenski fotograf, * 19. januar 1938, Bjelovar, Kraljevina Jugoslavija, † 28. julij 2024.

## Življenje in šolanje
Rodil se je staršem madžarskega rodu, očetu Eugenu in materi Mariji. S fotografijo se je spoznal kot otrok, z njo sta se ukvarjala njegov oče, ki je organiziral fotografske razstave v Bjelovaru, in starejši brat Stjepan. Gimnazijo je obiskoval v Bjelovarju, zanimal se je za kemijo in likovno umetnost. Med letoma 1954 in 1958 se je šolal na vojaški sanitetni šoli v Ljubljani. Obiskoval je likovne in fotografske razstave ter se začel zanimati za abstrakcijo v likovni umetnosti. Spoznal se je z "Ljubljanskim fotografskim krogom", najbolj pa se je navdušil nad železarskimi fotografijami Slavka Smoleja.
Leta 1958 se je v vojaški lekarni v Sarajevu zaposlil kot farmacevtski tehnik in včlanil v Fotoklub Sarajevo. Obiskoval je tudi fotografski tečaj pri Miloradu Jojiću. Dve leti kasneje se je vpisal na Fakulteto za farmacijo in biokemijo v Zagrebu, kjer je diplomiral leta 1965. Leta 1973 je v Zagrebu magistriral na področju kemije prehrane, leta 1975 pa doktoriral. Med študijem se je poročil z Anico Fras. Imata hčerki Marjeto in Barbaro.

## Delo
Leta 1956 mu je brat kupil prvi fotoaparat. Med bivanjem v Sarajevu si je uredil temnico, kjer je razvijal fotografije. Pinterju se to zdi eden ključnih in najbolj ustvarjalnih delov fotografskega procesa, ki mu omogoča nadzor nad celotnim postopkom nastanka fotografije.
Od leta 1966 do 1970 je delal v bromatološkem laboratoriju vojaške bolnišnice v Beogradu, živel pa v Smederevu. Kot član Fotokluba je lahko fotografiral v smederevski železarni, eni največjih železarn v Jugoslaviji. Leta 1968 se je preselil v Beograd, kjer je deloval v okviru mestnega Fotokluba.
Leta 1970 mu je Mednarodna zveza za umetniško fotografijo (FIAP) podelila naslov Artist FIAP (AFIAP), po selitvi v Ljubljano je postal tudi član Fotogrupe ŠOLT Ljubljana. Med letoma 1969 in 1981 je bil eden izmed desetih najuspešnejših razstavljalcev v Sloveniji in Jugoslaviji. Prijateljeval je s slikarjem Andrejem Jemcem, ki ga je fotografiral v ateljeju. Sledili so portreti drugih umetnikov v ateljejih. Leta 1975 mu je FIAP podelila naslov Excellence FIAP (EFIAP).
Med poklicnim izpopolnjevanjem v Münchnu se je leta 1981 spoznal s knjigo nemške fotografinje Erike Kiffl, ki tudi fotografira slikarje pri delu. Zaradi majhnosti ateljejev umetnikov Pinter pri delu uporablja širokokotne objektive, s katerimi dobro pokaže okolje, v katerem umetniki ustvarjajo. Po uspehu knjige Umetnik v ateljeju (1984) in razstave v Moderni galeriji (1990) je sprejel ponudbo za fotografiranje slovenskih književnikov za prilogo Književni listi časopisa Delo. Leta 1991 se je predčasno upokojil in se posvetil portretni fotografiji.
Na pobudo Društva slovenskih skladateljev je portretiral slovenske skladatelje. V Parizu je obiskal skladatelja Božidarja Kantušerja. Fotografiral je tudi pariško četrt La Défense. Na Francoskem inštitutu Charles Nodier v Ljubljani je nato pripravil razstavo o Parizu. Leta 1995 si je omislil svoj atelje in se začel ukvarjati s studijskim portretom.
Leta 2006 je prejel nagrado Janeza Puharja za življenjsko delo, od leta 2007 dalje pa je član Društva oblikovalcev Slovenije in Društva slovenskih likovnih umetnikov. Skupno je sodeloval na 565 skupinskih razstavah ter pripravil 94 samostojnih razstav doma in v tujini. Prejel je 175 nagrad in priznanj.

### Pomembnejši dosežki
- Prva nagrada za fotografijo na prvem bienalu Salona Čelik i nafta v Sisku 1966
- Naslov Artist FIAP (AFIAP) 1970
- Naslov mojster fotografije za dosežke na področju razstavne fotografije 1973
- Naslov Excellence FIAP (EFIAP) 1975
- Nagrada Janeza Puharja za življenjsko delo 2006

### Razstave
- Prva samostojna razstava v Salonu fotografije v Beogradu 1970
- Razstava v Galeriji Muzeja Sisak 1973
- Gradski muzej v Bjelovaru 1976
- Iz cikla Umetnik v ateljeju v Pilonovi galeriji v Ajdovščini 1982
- Iz cikla Umetnik v ateljeju v Moderni galeriji v Ljubljani 1990
- Pariz na Francoskem inštitutu Charles Nodier v Ljubljani 1995
- Široki kot v Mali galeriji Cankarjevega doma v Ljubljani 1998
- Retrospektiva portretne fotografije v Koroški galeriji likovnih umetnosti v Slovenj Gradcu 1999
- Slovenski glasbeniki v Slovenskem kulturnem centru na Dunaju 2000
- Portreti železarjev v Kleine Galerie Künstlerhaus v Celovcu 2006
- Razžarjeni pogled v gradu Ravne v Ravnah na Koroškem 2006
- Retrospektiva portretne fotografije v Lamutovem likovnem salonu v Kostanjevici na Krki 2007
- Kemija podobe / The chemistry of the image: retrospektivna razstava, Galerija Jakopič 28. 11. 2017 - 4. 3. 2018 (COBISS)

### Knjige
- Umetnik v ateljeju (1984) (COBISS)
- Portreti sodobnih slovenskih književnikov (1993) Studio Etic (COBISS)
- Sodobni slovenski skladatelji (1997) Prešernova družba (COBISS)
- Sto slovenskih glasbenikov (2002) Prešernova družba (COBISS)
- Pesniki. Mapa 30 fotografij (2002) Založba Edina (COBISS)
- Portreti: slovenski likovniki v Avstriji in Italiji (2003) Mohorjeva družba (COBISS)
- Razžarjeni pogled (2006) Koroški pokrajinski muzej, Slovenj Gradec in Gornjesavski muzej, Jesenice (COBISS)
- 1/125. Trenutki z umetniki (2007) Modrijan (COBISS)
- Umetniki v ateljeju (2008) Modrijan (COBISS)
- Atelje in umetniki (2012) Pasadena (COBISS)
- Tromostovje (2015) Društvo knjižna zadruga (COBISS)